# Tales from the Darkside: The Movie
Tales from the Darkside: The Movie är en amerikansk skräckfilm från 1990, regisserad av John Harrison, och är baserad på TV-serien Tales from the Darkside. Den spelades in i Bronxville, New York. 

## Handling
Filmen skildrar en tidningspojke som har kidnappats av en kannibalisk häxa, à la Hans och Greta, och för att få henne på andra tankar, eller åtminstone få leva ett tag till, berättar han tre skräckhistorier.

## Rollista (urval)

### Ramberättelsen
- Debbie Harry - Betty
- David Forrester - prästen
- Matthew Lawrence - Timmy

### Avsnittet Lot 249
- Christian Slater - Andy
- Steve Buscemi - Bellingham
- Julianne Moore - Susan

### Avsnittet Cat from Hell
- David Johansen - Halston
- William Hickey - Drogan
- Alice Drummond - Carolyn
- Mark Margolis - Gage

### Avsnittet Lover's Vow
- James Remar - Preston
- Rae Dawn Chong - Carola